# Joseph Eisenbarth

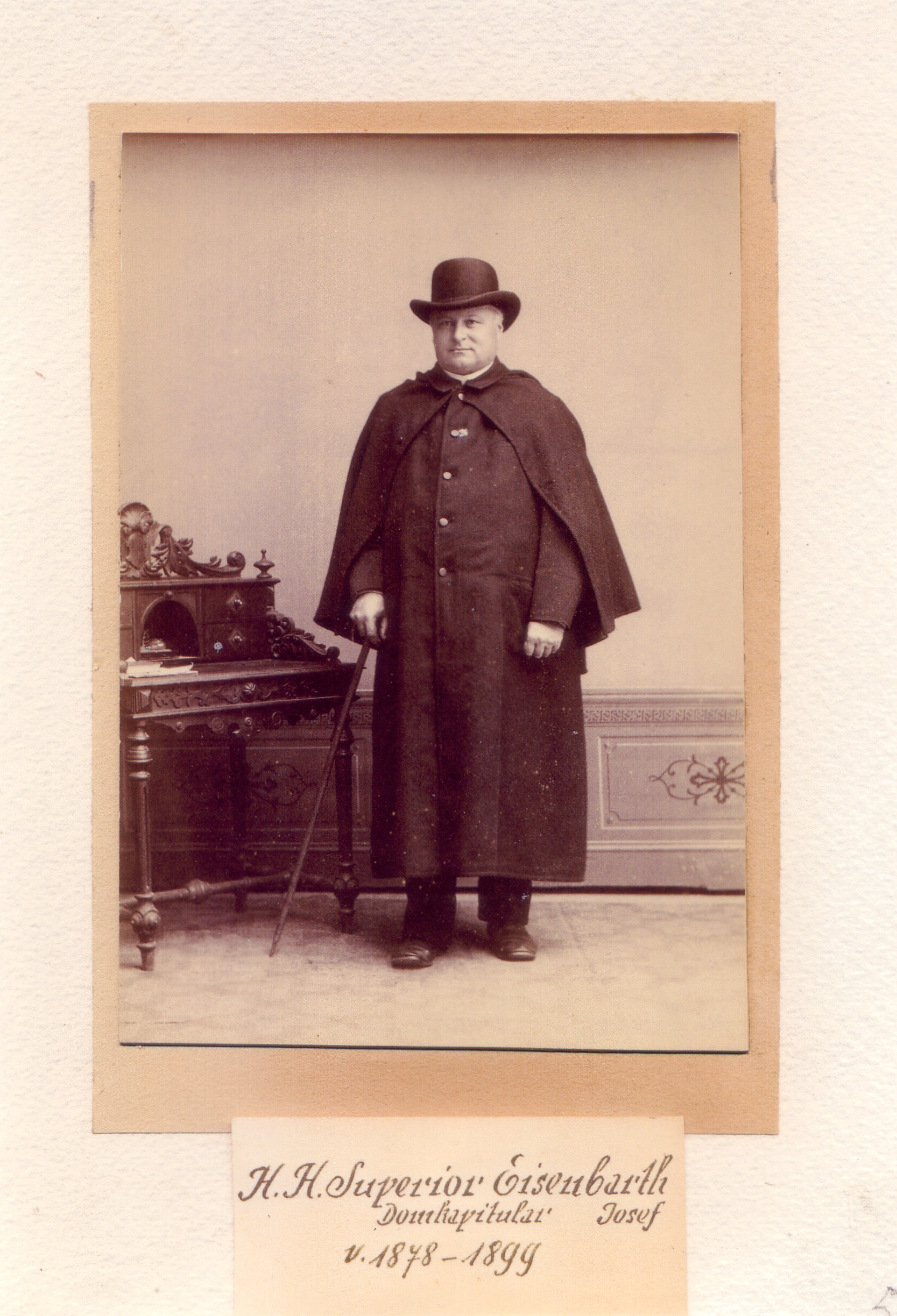
Porträtfoto um 1900

Joseph Eisenbarth, ab 1905 von Eisenbarth, (* 15. November 1844 in Dehlingen, heute Stadtteil von Neresheim; † 17. Dezember 1913 in Dresden) war ein katholischer Geistlicher.

## Leben
Die erste theologische Ausbildung erhielt Eisenbarth 1859–1864 am Pensionat der Jesuiten in Feldkirch, 1865 bis 1869 folgte das Studium der Philosophie und Theologie in Tübingen. Nach dem Besuch des Priesterseminars wurde er am 10. August 1870 durch Bischof Hefele in Rottenburg am Neckar zum Priester geweiht.
1870 wurde er Vikar in Duttenberg bei Heilbronn, zugleich übernahm er die Pastoration in der Filialgemeinde Bachenau. Im April 1872 wurde er Vikar/Stadtpfarrverweser in Neckarsulm, ab Februar 1875 wirkte er als Kaplan in Donzdorf, ab Februar 1878 als Stadtpfarrer in Weißenstein unter dem Patronat des Grafen von Rechberg zu Donzdorf.
Am 27. September 1878 wurde er zum Superior der Kongregation der Barmherzigen Schwestern in Schwäbisch Gmünd ernannt, ein Amt, das er bis September 1899 bekleidete. 1900 wurde er Ehrensuperior, nachdem er am 22. November 1898 Domkapitular in Rottenburg geworden war (Installation September 1899).
Ab Oktober 1909 befand er sich im Ruhestand und lebte in Untermarchtal (Maria Hilf). Am 1. Oktober übernahm er vorübergehend die Stelle des Hofkaplans bei Prinz Johann Georg von Sachsen. In Dresden verstarb er am 17. Dezember 1913. Er wurde auf dem Schwesternfriedhof in Untermarchtal beerdigt.

## Ehrungen
1888 erhielt er den württembergischen Olga-Orden für Verdienste um die Caritas (später wurde er in den Vorstand des Deutschen Caritasverbands gewählt). Ihm wurde auch das Ritterkreuz I. Klasse des Königlichen Friedrichsordens verliehen. Mit dem Ehrenkreuz des Württembergischen Kronordens, das er 1905 erhielt, war der persönliche Adel verbunden. Im Mai 1913 wurde er Päpstlicher Hausprälat.

## Würdigung
In den Aufzeichnungen der Barmherzigen Schwestern heißt es über ihn: „Superior Eisenbarth war eine stattliche, imponierende Gestalt, eine aufrechte Erscheinung bis ins Alter, voll Freundlichkeit und gewinnenden Wohlwollens. Er war vielgereist und vielbeschäftigt und dadurch bekannt im ganzen Land vor allem bei den Behörden bis hinaus zur Königlichen Hoheit. Er besaß eine große Gewandtheit, Klugheit und Energie. Tiefe Frömmigkeit, großer Marienverehrer“.

## Werke
- Das Mutterhaus der barmherzigen Schwestern vom heil. Vincenz v. Paul in Schwäbisch Gmünd und dessen Wirksamkeit, Bopfingen 1883 (Scan auf Commons)